# Jancsófalva
Jancsófalva (Incești), település Romániában, a Partiumban, Bihar megyében.

## Fekvése
A Király-erdő alatt, Nagyváradtól délkeletre, Tenkétől északkeletre, Magyarcséke délnyugati szomszédjában, Magyarcséke és Farkaspatak közt fekvő település.

## Története
Jancsófalva nevét 1808-ban említette először oklevél Jancsesd, Jencsegy néven.
1888-ban Jancsesd, 1913-ban Jancsófalva néven írták.
Az 1800-as években és a későbbiekben is a nagyváradi latin szertartásu püspökség volt a földesura.
1851-ben Fényes Elek írta a településről:
 "Jáncsesd, Bihar vármegyében, egy nagydombtetőn 2 völgy közt, 486 óhitü lakossal, s anyatemplommal. Fejér agyagos határán van 250 hold szántó, 120 hold rét és 716 hold erdő, ... Birja a váradi deák püspök."
1910-ben 534 lakosából 3 magyar, 531 román volt. Ebből 531 görögkeleti ortodox volt.
A trianoni békeszerződés előtt Bihar vármegye Magyarcsékei járásához tartozott.

## Nevezetességek
- Görög keleti temploma – a 18. század közepén épült.